# Сент-Альбан-д’Э
Сент-Альба́н-д’Э (фр. Saint-Alban-d'Ay, окс. Sant Alban d'Ai) — коммуна во Франции, находится в регионе Рона — Альпы. Департамент коммуны — Ардеш. Входит в состав кантона Сатийё. Округ коммуны — Турнон-сюр-Рон.
Код INSEE коммуны — 07205.

## Население
Население коммуны на 2008 год составляло 1305 человек.
| 1962 | 1968 | 1975 | 1982 | 1990 | 1999 | 2008 |
| ---- | ---- | ---- | ---- | ---- | ---- | ---- |
| 769  | 738  | 782  | 889  | 1005 | 1118 | 1305 |

## Экономика
В 2007 году среди 814 человек в трудоспособном возрасте (15—64 лет) 603 были экономически активными, 211 — неактивными (показатель активности — 74,1 %, в 1999 году было 71,8 %). Из 603 активных работали 553 человека (316 мужчин и 237 женщин), безработных было 50 (20 мужчин и 30 женщин). Среди 211 неактивных 63 человека были учениками или студентами, 71 — пенсионерами, 77 были неактивными по другим причинам.

## Достопримечательности
- Замок Ла-Фори
- Замок Пьергрос
- Замок Плантье
- Замок Рьё

## Фотогалерея

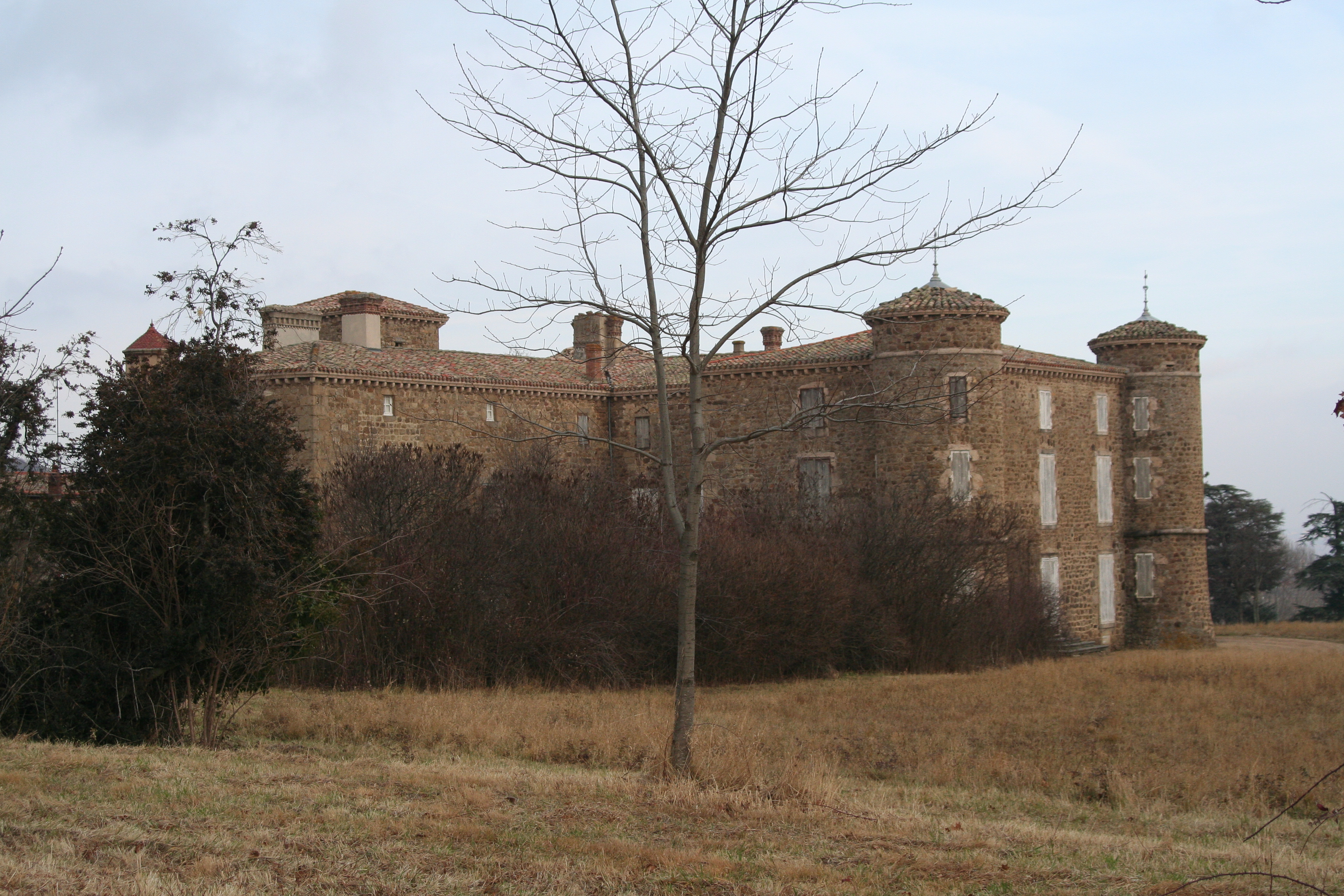
Замок Рьё
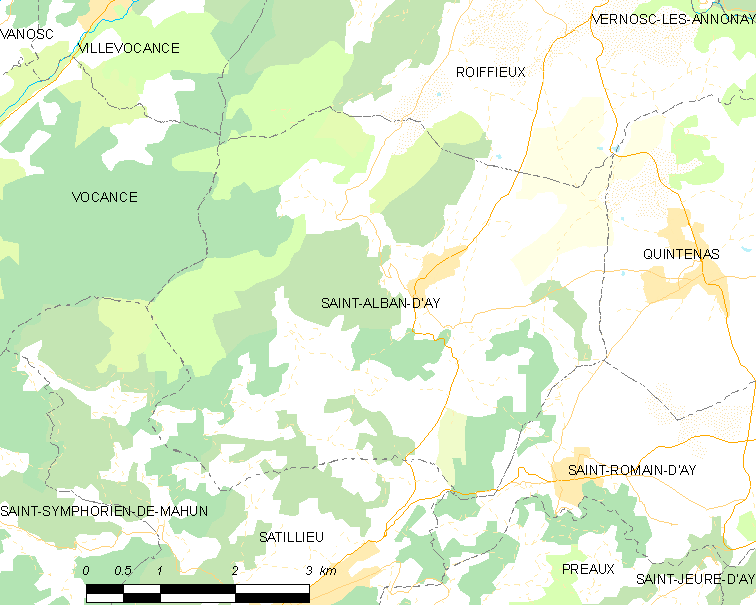
Карта коммуны